# Михаил Светлев
Михаил Светлев е български оперен певец.

## Биография
Роден е в София на 6 март 1943 г.
Преминава през самодеен хор, приет е в хора на Софийската опера. Учи оперно пеене при тенора и вокален педагог Стоян Кисьов. След това в продължение на 3 години е солист на музикалния театър „Стефан Македонски“. Печели сребърен медал на конкурса „Виоти“ във Верчели (Италия).

## Кариера
Започва оперната си кариера в Германия като спинтов тенор. Пее предимно италиански, но и руски, френски и немски репертоар. Гостува на Вагнеровия фестивал в Байройт през 1970 г., където асистентът на Пиер Булез. Бернхард Ланг, главен диригент на операта в Пасау ангажира Светлев за теноровия репертоар на операта.
Прави своят оперен дебют като Манрико в „Трубадур“ 1971 г. в Пасау. За следващите три сезона сключва договор в Гертнерплатц Театър в Мюнхен, където пее в опери и оперети. Гастролира в оперните театри на Аугсбург, Бремен, Бон, Манхайм, Есен. Постоянен гост е в оперните театри в Мюнхен, Берлин, Хамбург, Франкфурт, Щутгарт, Дюселдорф. Изработва партиите си предимно с диригентите Бернхард Ланг и Алберто Ереде, корепетитор и диригент на Джузепе ди Стефано. Пее предимно италиански репертоар като „Риголето“, „Турандот“, „Сицилиански вечерни“, „Дон Карлос“, „Травиата“, „Симон Боканегра“, „Селска чест“, „Лучия ди Ламермур“, „Манон Леско“, „Аида“. Усъвършенства певческото си майсторство при известния баритон Тито Гоби. Многократно гастролира в Амстердам, Париж, Страсбург, Марсилия, Копенхаген, Рим, Ница, Монте Карло, Цюрих, Залцбург, Атина, Лозана, Лиеж, Брюксел.
През 1979 г. прави дебюта си във Виенската Щатсопера с „Дама Пика“. В същата година дебютира и в Миланската Скала с „Борис Годунов“, където гостува до 1984 г.
През 1981 г. са дебютите му в „Ковънт Гардън“, Лондон с „Борис Годунов“ и в „Театро Колон“, Буенос Айрес с „Дама Пика“. Следват „Бал с маски“ в Торонто, „Аида“ в Претория, „Трубадур“ в Мексико Сити, Класически концерти в Лас Вегас. Под палката на Зубин Мета освен в „Тоска“ участва заедно с Ицхак Перлман в юбилеен концерт на Тел Авив и в Реквиема на Веди в Ню Йорк.
Американския си дебют прави през 1981 г. като Рикардо в „Бал с маски“ във Вашингтон. Ангажиран е в оперите на Сан Франциско, Хюстън, Филаделфия, Чикаго, Маями, Палм Бийч. Работи с режисьора Джанкарло дел Монако в редица оперни продукци. При своя режисьорски дебют в Америка (Гранд опера Хюстън) той кани Светлев да пее главната тенорова роля в операта „Трубадур“.
Михаил Светлев пее под диригентството и оперни продукции на Херберт фон Караян, Клаудио Абадо, Зубин Мета, Нело Санти, Рикардо Шаи, Антон Гуаданьо, Мстислав Ростропович, Алберто Ереде, Мигел Гомес-Мартинес, Сейджи Озава, Чарлз Макерас, Джузепе Патане, Юлиус Рудел, Марк Сустро.
Освен с всички известни български оперни певци – като Гена Димитрова, Анна Томова, Райна Кабаиванска, Николай Гяуров, Никола Гюзелев, партнира си и с Монсерат Кабайе, Леонтин Прайз, Едита Груберова, Мирела Френи, Рената Ското, Леони Рюзанек, Гуинет Джоунс, Мартина Аройо, Маргарет Прайз, Елена Образцова, Фиоренца Косото, Пиеро Капучили, Ренато Брузон, Лео Нучи, Джузепе Тадеи, Паул Плишка, Мартин Талвела, Нестеренко, Ингвар Виксел, Шерил Милнс, Тито Гоби, Руджеро Раймонди. Работи с режисьори като Роман Полански, Тарковски, Покровски, Любимов, Тито Капобианко, Ото Шенк, Джанкарло дел Монако, Жан Пиер Понел, Натанаил Мерил, Филипо Санжуст.
Михаил Светлев има обширен оперен репертоар от италиански, руски, немски и френски композитори, както и от меси, реквиеми и оперети.
Представян е чрез телевизионния канал PBS в Ню Йорк и Маями, както и по телевизиите на Франция, Аржентина, Южна Африка. В Германия е известен от телевизионните предавания с известната Анелизе Ротенбергер. Записва с диригента Руслан Райчев оперни албуми за „Балкантон“, издава юбилеен компакт диск с диригент Иван Маринов. Има издаден канцонетен албум под диригентството на Георги Робев от фирма „Гега“, София. Записва операта „Борис Годунов“ за Sony Label с участието на Николай Гяуров. Участва във филмирането на „Борис Годунов“ за телевизията на Париж. Прави записи за радио Берлин „Андре Шение“, Сан Франциско „Дама Пика“, Мюнхен „Турандот“, „Дон Карлос“, „Бохеми“. Развива огромна концертна дейност по цял свят.